# Monraburg (Höhenzug)
Monraburg ist ein 377 m ü. NN hoher Berg des Höhenzugs Schmücke mit einer ur- und frühgeschichtlichen Wallanlage bei Großmonra im Landkreis Sömmerda in Thüringen. 

## Geographie
Die Monraburg befindet sich auf 377 m ü. NN nördlich oberhalb des Ortes Großmonra in Nachbarschaft zum Künzelsberg, der höchsten Erhebung des Höhenzugs Schmücke. Am Ausgang des Großmonraer Ortsteil Burgwenden erhebt sich zur linken Hand die Wendenburg. Daran anschließend folgt der Höhenzug Monraburg mit den sehenswerten Überresten der vor- und frühgeschichtlichen Wallanlage. Der Scheideweg unterhalb der Erhebung führt rechterhand zum Kammerforst und linkerhand steil ansteigend auf die Monraburg und weiter zum Künzelsberg.

## Naturräumliche Einteilung
Nach der Einteilung der Thüringer Landesanstalt für Umwelt und Geologie ist der Höhenzug dem Naturraum Hohe Schrecke–Schmücke–Finne des Südlichen Unstrut Berg- und Hügellandes (Südostteil) innerhalb der Buntsandstein-Hügelländer zugehörig.

## Vor- und frühgeschichtliche Wallanlagen
Nördlich des Dorfes Großmonra lag die vor- und frühgeschichtliche Wallburg Monraburg. Die bronzezeitliche Wallanlage wurde wohl zur Merowingerzeit von den Franken erneut befestigt.

## Nutzung
Der Höhenzug mit der Burgruine („Steinbruch“) – ein geschütztes Bodendenkmal – auf seinem bewaldeten Plateau wird heute land- und forstwirtschaftlich genutzt und ist für Besucher frei zugänglich. 